# Transactions of the British Mycological Society
Transactions of the British Mycological Society (w piśmiennictwie naukowym cytowane jako Trans. Br. mycol. Soc.) – czasopismo naukowe Brytyjskiego Towarzystwa Mykologicznego (British Mycological Society). Periodyk. Publikowane w nim są artykuły z zakresu mykologii. Wydawane jest przez Cambridge University Press. Rocznie wychodzi 8 numerów. Sponsorami są: The LuEsther T Mertz Library, the New York Botanical Garden.
Numery czasopisma dla których prawa autorskie do artykułów i ilustracji już wygasły zostały zdigitalizowane i są dostępne w internecie. Opracowano 5 istniejących w internecie skorowidzów umożliwiających odszukanie artykułu:
- Title – na podstawie tytułu,
- Author – na podstawie nazwiska autora,
- Date – według daty,
- Collection – według grupy zagadnień,
- Contributor – według instytucji współpracujących.

Istnieje też skorowidz alfabetyczny obejmujący wszystkie te grupy zagadnień.